# Die Waise von Lowood (1943)
Die Waise von Lowood (Originaltitel: Jane Eyre) ist ein US-amerikanisches Filmdrama des Regisseurs Robert Stevenson aus dem Jahre 1943. Der für 20th Century Fox produzierte Film basiert auf Charlotte Brontës 1847 veröffentlichtem Roman Jane Eyre. Die Titelrolle der Jane Eyre ist mit Joan Fontaine besetzt, die des Edward Rochester mit Orson Welles. In tragenden Rollen sind Margaret O’Brien als kleine Adele, Peggy Ann Garner als kindliche Jane und John Sutton als Dr. Rivers zu sehen.

## Handlung
Ort der Handlung ist England, die Zeit zunächst das Jahr 1829. Die neunjährige Waise Jane Eyre befindet sich in der Obhut ihrer Tante, Mrs. Reed, einer grausamen Person, die das Mädchen nach Lowood schickt, ein strenges Internat für verarmte Kinder. Während der sadistische Leiter der Einrichtung, Henry Brocklehurst, versucht, Jane das Leben so schwer wie möglich zu machen, findet sie in Dr. Rivers einen human gesinnten Lehrer und in der Mitschülerin Helen eine treue Freundin, die allerdings bald stirbt.
Jane setzt ihre Ausbildung fort und geht 1839 als Gouvernante auf den Landsitz Thornfield, wo sie ein französisches Mädchen namens Adele erziehen soll. Deren Vater, Edward Rochester, verbindet mit Thornfield unglückliche Erinnerungen und hält sich dort aus diesem Grund nur selten auf. Als Rochester und Jane sich schließlich doch begegnen, entwickelt sich zwischen ihnen eine zunehmend enge Beziehung, die vorübergehend in Frage gestellt wird, als Rochester auch Interesse an der schönen Blanche Ingram zeigt, die ihm – im Gegensatz zu Jane – sozial ebenbürtig ist. Als Rochester begreift, wie sehr Jane ihn liebt, bekennt er sich schließlich aber doch zu ihr.
Die Trauungszeremonie findet ein vorzeitiges Ende, als der aus Jamaica angereiste Mr. Mason berichtet, dass Rochester gar nicht heiraten könne, weil er bereits verheiratet sei, und zwar mit Masons Schwester Bertha. Bertha ist wahnsinnig und gewalttätig und wird seit Jahren in einem sonst unbenutzten Flügel des Anwesens versteckt gehalten.
Jane übersiedelt, weil sie keine andere Zuflucht hat, zu ihrer Tante, die sie bis zu deren Tod pflegt. Von einer düsteren Ahnung getrieben, kehrt sie jedoch nach Thornfield zurück, das inzwischen bis auf die Grundmauern abgebrannt ist. Bertha, die das Feuer gelegt hat, ist dabei ums Leben gekommen. Obwohl Rochester bei dem Versuch, sie zu retten, das Augenlicht verlor, ist Jane überglücklich, erneut mit ihm vereint zu sein.

## Produktion

### Produktionsnotizen
Die Dreharbeiten fanden in den 20th Century Fox Studios in Century City bei Los Angeles statt. Die Herstellung des in 35 mm und in Schwarzweiß produzierten Films kostete geschätzte 1,7 Mio. Dollar.
Joan Fontaine hatte eine eng verwandte Rolle kurz zuvor in dem Hitchcock-Film Rebecca (1940) gespielt. In der Rolle der Helen Burns war ungenannt die elfjährige Elizabeth Taylor zu sehen, für die dies nach There’s One Born Every Minute und Heimweh der dritte Film war. In einer später produzierten Fernsehfassung fehlten die Szenen mit Taylor vollständig.

## Rezeption

### Weitere Verfilmungen, Veröffentlichung
Die Waise von Lowood ist die 6. Verfilmung des Romans. Bereits 1910 drehte Theodore Marston eine Stummfilmversion, weitere Versionen datieren aus den Jahren 1914 und 1921. Im Jahr 1926 entstand in Deutschland eine Stummfilmfassung mit Olaf Fønss und Evelyn Holt in den Hauptrollen und Kurt Bernhardt als Regisseur. 1934 hatte Christy Cabanne den Stoff mit Colin Clive und Virginia Bruce in den Hauptrollen für die amerikanische Filmfirma Monogram Pictures verfilmt. Der Stoff wurde bisher mehr als 24 Mal verfilmt.
Uraufgeführt wurde der Film am 24. Dezember 1943 in London und in Irland. Am 3. Februar 1944 erfolgte die US-amerikanische Premiere in New York City. Am 7. April 1944 war der Massenstart in den Vereinigten Staaten. Veröffentlicht wurde er 1944 außerdem in Mexiko, Australien, Schweden und in Portugal. 1946 lief er in der Türkei an sowie in Frankreich und in Spanien (Barcelona und Madrid). In Finnland, Norwegen und Japan wurde er 1947 veröffentlicht. Im Juli vorgenannten Jahres wurde er auch erstmals in Deutschland und Österreich gezeigt. Dänemark veröffentlichte den Film im August 1949. Eine Wiederaufführung erfuhr er 1959 in Finnland und 2012 in Frankreich. Zu sehen war er zudem in Bulgarien, Brasilien, in der Tschechoslowakei, in Griechenland, Ungarn, Italien, Polen und in der Sowjetunion.
Am 4. Juni 2010 wurde der Film von Alive mit einer deutschen Tonspur auf DVD veröffentlicht.

### Kritik
Das Lexikon des internationalen Films schrieb: „Eine vorzüglich gespielte, in düstere Atmosphäre getauchte Moritat.“ Auch die Fernsehzeitschrift Prisma zeigte sich überzeugt: „Obwohl Orson Welles nur die Rolle des jungen Rochester spielt, erinnert der stimmungs- und stilvolle Film an seine Regiearbeit Der Glanz des Hauses Amberson. Neben Joan Fontaine, die hier hervorragend mit Welles harmoniert, spielen eine Reihe hervorragender Schauspieler, wie Margeret O'Brien, Agnes Moorehead, Henry Daniell und die junge Elizabeth Taylor (…)“ Der US-amerikanische Filmhistoriker Leonard Maltin beschrieb den Film als recht langsame, aber künstlerisch bemerkenswerte Verfilmung. Kino.de sprach von einer „stimmungsvolle[n] Verfilmung der Schauerromanze mit Orson Welles und Joan Fontaine“. Deutlich anzumerken sei dem Film „der Einfluss von Orson Welles, der nicht nur imposant den mürrischen Rochester verkörpert“ habe, „sondern hinter den Kulissen als eine Art ungenannter Produzent fungiert“ habe. Weiter hieß es: „An seiner Seite bietet Joan Fontaine als geknechtete junge Frau eine weitere Version des Rollentypus, mit dem sie vier Jahre zuvor in Rebecca berühmt geworden war. Abgerundet wird das Filmerlebnis durch die Filmmusik von Oscar-Preisträger Bernard Herrmann, der mit Welles u. a. bei Citizen Kane gearbeitet hatte.“